# Municipio 6 Chinquapin (condado de Jones, Carolina del Norte)
Township 6, Chinquapin es una subdivisión territorial del condado de Jones, Carolina del Norte, Estados Unidos. Según el censo de 2020, tiene una población de 621 habitantes.
Es una subdivisión exclusivamente geográfica, puesto que el estado de Carolina del Norte ya no utiliza la herramienta de los townships como gobiernos municipales.

## Geografía
Está ubicada en las coordenadas 35°5′57″N 77°29′28″O / 35.09917, -77.49111 (35.099039, -77.491038).